# NXT United Kingdom Championship
Die NXT United Kingdom Championship (zu deutsch NXT Britische Meisterschaft) war ein Wrestling-Titel der US-amerikanischen Promotion World Wrestling Entertainment (WWE). Der Titel wurde hauptsächlich an männliche Einzelwrestler des NXT UK-Rosters vergeben und auch gelegentlich bei NXT und bei Independent-Wrestling-Shows im Vereinigten Königreich verteidigt.
Der am 15. Dezember 2016 als WWE United Kingdom Championship eingeführte Titel wurde erstmals an Tyler Bate vergeben, der am 15. Januar 2017 das erste  United Kingdom Championship Tournament gewann. Vor der Erstausstrahlung von NXT UK wurde der Titel hauptsächlich bei NXT verteidigt. Im Januar 2020 wurde der Titel umbenannt, um seinen Status als Top-Titel von NXT UK widerzuspiegeln. Am 4. September 2022 wurde bei Worlds Collide der Titel mit der NXT Championship vereinigt, wodurch der Titel offiziell eingestellt wurde und Tyler Bate als letzter Titelträger anerkannt wurde.

## Geschichte
Am 15. Dezember 2016 gab die WWE auf einer Pressekonferenz in London bekannt, mit der WWE United Kingdom Championship einen neuen Titel schaffen zu wollen. Dieser solle erstmals bei einem zweitägigen Turnier am 14. und 15. Januar 2017 in Blackpool, das live auf dem WWE Network ausgestrahlt werde, vergeben werden.
Durch seinen Sieg beim ersten WWE United Kingdom Championship Tournament, an dem insgesamt 16 Wrestler teilnahmen, durfte Tyler Bate als Erster die WWE United Kingdom Championship gewinnen. Im Finale besiegte er dabei Pete Dunne. Dunne selbst wurde 125 Tage später bei NXT TakeOver: Chicago der zweite Titelträger. Erst nach fast zwei Jahren Regentschaft von Dunne wurde dieser von Walter in dessen erstem Titelmatch bei NXT, bei NXT TakeOver: New York, geschlagen. Walter wurde dadurch der erste nicht-britische WWE United Kingdom Champion.

## Liste der Titelträger
| # | Titelträger     | Nr. | Tage | Datum             | Ort                | Veranstaltung                          | Anmerkung |
| - | --------------- | --- | ---- | ----------------- | ------------------ | -------------------------------------- | --- |
| 1 | Tyler Bate      | 1   | 125  | 15. Januar 2017   | Blackpool, England | United Kingdom Championship Tournament | Gewann ein 16-Mann-Turnier um den neu geschaffenen Titel. |
| 2 | Pete Dunne      | 1   | 685  | 20. Mai 2017      | Chicago, Illinois  | TakeOver: Chicago                      | |
| 3 | Walter          | 1   | 870  | 5. April 2019     | Brooklyn, New York | TakeOver: New York                     | |
| 4 | Ilja Dragunov   | 1   | 319  | 22. August 2021   | Orlando, Florida   | NXT TakeOver: 36                       | |
| — | Titel vakant    | —   | —    | 7. Juli 2022      | London, England    | NXT UK                                 | Dragunov gab den Titel aufgrund einer Verletzung ab. Ausgestrahlt am 4. August 2022. |
| 5 | Tyler Bate      | 2   | 59   | 7. Juli 2022      | London, England    | NXT UK                                 | Besiegte Trent Seven im Turnierfinale, um den vakanten Titel zu gewinnen. Ausgestrahlt am 1. September 2022. |
| — | Titel vereinigt | —   | —    | 4. September 2022 | Orlando, Florida   | Worlds Collide                         | Bron Breakker besiegte Tyler Bate, um die NXT Championship und die NXT United Kingdom Championship zu vereinen. Die NXT United Kingdom Championship wurde eingestellt und Tyler Bate als letzter Champion anerkannt. Bron Breakker wurde zum Unified NXT Champion. |